# Garatiba bocaina
Garatiba bocaina is een hooiwagen uit de familie Gonyleptidae.